# Château de Condemine
Le château de Condemine est situé sur la commune de Charnay-lès-Mâcon en Saône-et-Loire, sur le versant occidental de la colline qui porte le village, près de la rivière Petite Grosne.

## Description
Le château consiste en un corps central entre deux ailes en retour d'équerre. Au centre de la façade orientale, un portique de quatre colonnes toscanes soutient un fronton. Devant la façade occidentale, on découvre une terrasse à appui-corps en fer forgé, reliée au parc par un degré droit. De part et d'autre, dans le même alignement mais isolés, se trouvent deux petits pavillons.
Le château est une propriété privée et ne se visite pas.

## Historique
- XVIe siècle : le fief de Condemine apparaît à la suite d'un démembrement de la châtellenie de Davayé dont bénéficie François Grattier, lequel semble avoir immédiatement bâti un château
- 1614 : première mention du château dans les textes
- XVIIe siècle : la fille du précédent, Suzanne Grattier, épouse Gratien Bauderon, fils du médecin Brice Bauderon (vers 1540 - 1623) de Sennecé-lès-Mâcon; la propriété passe ensuite au prosateur et archéologue Brice Bauderon (1613 - 1688)
- 1688 : Antoine Bauderon de Sénecé, fils du précédent, poète, premier valet de chambre de la reine Marie-Thérèse, lui succède
- 1741 : le fils du précédent se brise la jambe en posant la première pierre du nouveau château et meurt des suites de cet accident
- 1763 : acquisition du domaine par Jacques Ratton, issu d'une famille dauphinoise ayant fait fortune au Portugal
- 1800 : la propriété échoit à Anne-Adélaïde Ratton
- 1820 : le mari de la précédente, Jean-Baptiste de Mure revend le château
- 1873 : le domaine est acquis par la famille Pitrat
- 1981 : le domaine viticole est pris en charge par Roger Luquet, à Fuissé
- 1998 : vente du domaine par la famille Pitrat
- époque actuelle : propriété de la famille Prettre